# Fed Cup 2019 Zona Euro-Africana
La Zona Euro-Africana (Europe/Africa Zone) è una delle tre divisioni zonali nell'ambito della Fed Cup 2019.
Essa è a sua volta suddivisa in tre gruppi (Gruppo I, Gruppo II, Gruppo III) formati rispettivamente da 14, 8 e 15 squadre, inserite in tali gruppi in base ai risultati ottenuti l'anno precedente. Questi tre gruppi sono vere e proprie categorie aventi un rapporto gerarchico fra di loro, equivalenti rispettivamente al terzo, quarto e quinto livello di competizione.
Il Gruppo III della zona Euro-Africana è l'ultima categoria nell'ordine, pertanto in tale categoria non sono previste retrocessioni.

## Gruppo I
- Sede 1: Hala Widowiskowo-Sportowa, Zielona Góra, Polonia (Cemento-indoor)
- Sede 2 Università di Bath, Bath, Regno Unito
- Periodo: 6-9 febbraio

Le 14 squadre sono inserite in quattro gironi (Pool) due da quattro squadre e due da tre. Le quattro squadre classificatesi al primo posto di ciascun girone prendono parte a degli spareggi per stabilire le due nazioni che ottengono il diritto di partecipare agli spareggi per il Gruppo Mondiale II e quindi tentare la promozione al Gruppo Mondiale II.

Le quattro squadre classificatesi all'ultimo posto di ciascun girone prendono parte ai playout per evitare la retrocessione.

### Gruppi
|   | Pool A (Zielona Góra) (Dettagli) | Russia (bandiera) | Polonia (bandiera) | Danimarca (bandiera) |
| 1 | Russia (2–0)                     |                   | 2–1                | 3–0                  |
| 2 | Polonia (1–1)                    | 1–2               |                    | 3–0                  |
| 3 | Danimarca (0–2)                  | 0–3               | 0–3                |                      |

|   | Pool B (Zielona Góra) (Dettagli) | Svezia (bandiera) | Ucraina (bandiera) | Bulgaria (bandiera) | Estonia (bandiera) |
| 1 | Svezia (3–0)                     |                   | 2–1                | 3–0                 | 2–1                |
| 2 | Ucraina (2–1)                    | 1–2               |                    | 2–1                 | 3–0                |
| 3 | Bulgaria (1–2)                   | 0–3               | 1–2                |                     | 2–1                |
| 4 | Estonia (0–3)                    | 1–2               | 0–3                | 1–2                 |                    |

|   | Pool A (Bath) (Dettagli) | Regno Unito (bandiera) | Ungheria (bandiera) | Grecia (bandiera) | Slovenia (bandiera) |
| 1 | Regno Unito (3–0)        |                        | 2–0                 | 3–0               | 3–0                 |
| 2 | Ungheria (2–1)           | 0–2                    |                     | 2–1               | 3–0                 |
| 3 | Grecia (1–2)             | 0–3                    | 1–2                 |                   | 2–1                 |
| 4 | Slovenia (0–3)           | 0–3                    | 0–3                 | 1–2               |                     |

|   | Pool B (Bath) (Dettagli) | Serbia (bandiera) | Croazia (bandiera) | Turchia (bandiera) | Georgia (bandiera) |
| 1 | Serbia (3–0)             |                   | 2–1                | 3–0                | 2–1                |
| 2 | Croazia (2–1)            | 1–2               |                    | 2–1                | 2–1                |
| 3 | Turchia (1–2)            | 0–3               | 1–2                |                    | 3–0                |
| 4 | Georgia (0–3)            | 1–2               | 1–2                | 0–3                |                    |

### Spareggi promozione
| Russia 2 | Hala Widowiskowo-Sportowa, Zielona Góra, Polonia 9 febbraio 2019 cemento (indoor) | Hala Widowiskowo-Sportowa, Zielona Góra, Polonia 9 febbraio 2019 cemento (indoor) | Svezia 0 |     |   |             |
| \| \| \| \| 1 \| 2 \| 3 \| \| \| - \| \| --------------------------------------------------------------------------- \| ---- \| --- \| - \| ----------- \| \| 1 \| \| Natalia Vikhlyantseva Johanna Larsson \| 7 61 \| 6 2 \| \| \| \| 2 \| \| Anastasia Pavlyuchenkova Rebecca Peterson \| 6 3 \| 6 2 \| \| \| \| 3 \| \| Margarita Gasparyan / Anastasia Potapova Mirjam Björklund / Cornelia Lister \| \| \| \| non giocato \| |                                                                                   |                                                                                   |          |     |   |             |
| |                                                                                   |                                                                                   | 1        | 2   | 3 |             |
| 1 | Russia (bandiera) · Svezia (bandiera)                                             | Natalia Vikhlyantseva Johanna Larsson                                             | 7 61     | 6 2 |   |             |
| 2 | Russia (bandiera) · Svezia (bandiera)                                             | Anastasia Pavlyuchenkova Rebecca Peterson                                         | 6 3      | 6 2 |   |             |
| 3 | Russia (bandiera) · Svezia (bandiera)                                             | Margarita Gasparyan / Anastasia Potapova Mirjam Björklund / Cornelia Lister       |          |     |   | non giocato |

| Regno Unito 2 | Università di Bath, Bath, Regno Unito 9 febbraio 2019 cemento (indoor) | Università di Bath, Bath, Regno Unito 9 febbraio 2019 cemento (indoor) | Serbia 0 |     |     |             |
| \| \| \| \| 1 \| 2 \| 3 \| \| \| - \| \| ------------------------------------------------------------ \| ---- \| --- \| --- \| ----------- \| \| 1 \| \| Katie Boulter Ivana Jorović \| 6 4 \| 6 3 \| \| \| \| 2 \| \| Johanna Konta Aleksandra Krunić \| 7 61 \| 3 6 \| 6 2 \| \| \| 3 \| \| Harriet Dart / Katie Swan Olga Danilović / Aleksandra Krunić \| \| \| \| non giocato \| |                                                                        |                                                                        |          |     |     |             |
| |                                                                        |                                                                        | 1        | 2   | 3   |             |
| 1 | Regno Unito (bandiera) · Serbia (bandiera)                             | Katie Boulter Ivana Jorović                                            | 6 4      | 6 3 |     |             |
| 2 | Regno Unito (bandiera) · Serbia (bandiera)                             | Johanna Konta Aleksandra Krunić                                        | 7 61     | 3 6 | 6 2 |             |
| 3 | Regno Unito (bandiera) · Serbia (bandiera)                             | Harriet Dart / Katie Swan Olga Danilović / Aleksandra Krunić           |          |     |     | non giocato |

### Spareggi 5º/8º posto
| Polonia 2 | Hala Widowiskowo-Sportowa, Zielona Góra, Polonia 9 febbraio 2019 cemento (indoor) | Hala Widowiskowo-Sportowa, Zielona Góra, Polonia 9 febbraio 2019 cemento (indoor) | Ucraina 1 |     |      |  |
| \| \| \| \| 1 \| 2 \| 3 \| \| \| - \| \| -------------------------------------------------------------- \| ---- \| --- \| ---- \| \| \| 1 \| \| Magdalena Fręch Kateryna Kozlova \| 3 6 \| 7 5 \| 6 2 \| \| \| 2 \| \| Iga Świątek Dayana Yastremska \| 62 7 \| 4 6 \| \| \| \| 3 \| \| Alicja Rosolska / Iga Świątek Marta Kostjuk / Kateryna Kozlova \| 6 1 \| 1 6 \| 7 65 \| \| |                                                                                   |                                                                                   |           |     |      |  |
| |                                                                                   |                                                                                   | 1         | 2   | 3    |  |
| 1 | Polonia (bandiera) · Ucraina (bandiera)                                           | Magdalena Fręch Kateryna Kozlova                                                  | 3 6       | 7 5 | 6 2  |  |
| 2 | Polonia (bandiera) · Ucraina (bandiera)                                           | Iga Świątek Dayana Yastremska                                                     | 62 7      | 4 6 |      |  |
| 3 | Polonia (bandiera) · Ucraina (bandiera)                                           | Alicja Rosolska / Iga Świątek Marta Kostjuk / Kateryna Kozlova                    | 6 1       | 1 6 | 7 65 |  |

| Ungheria 2 | Università di Bath, Bath, Regno Unito 9 febbraio 2019 cemento (indoor) | Università di Bath, Bath, Regno Unito 9 febbraio 2019 cemento (indoor) | Croazia 0 |     |     |             |
| \| \| \| \| 1 \| 2 \| 3 \| \| \| - \| \| ---------------------------------------------------- \| --- \| --- \| --- \| ----------- \| \| 1 \| \| Adrienn Nagy Tena Lukas \| 6 3 \| 4 6 \| 6 4 \| \| \| 2 \| \| Réka Luca Jani Jana Fett \| 3 6 \| 5 2 \| \| ritiro \| \| 3 \| \| Réka Luca Jani / Adrienn Nagy Jana Fett / Tena Lukas \| \| \| \| non giocato \| |                                                                        |                                                                        |           |     |     |             |
| |                                                                        |                                                                        | 1         | 2   | 3   |             |
| 1 | Ungheria (bandiera) · Croazia (bandiera)                               | Adrienn Nagy Tena Lukas                                                | 6 3       | 4 6 | 6 4 |             |
| 2 | Ungheria (bandiera) · Croazia (bandiera)                               | Réka Luca Jani Jana Fett                                               | 3 6       | 5 2 |     | ritiro      |
| 3 | Ungheria (bandiera) · Croazia (bandiera)                               | Réka Luca Jani / Adrienn Nagy Jana Fett / Tena Lukas                   |           |     |     | non giocato |

### Spareggio 9º posto
| Grecia 1 | Università di Bath, Bath, Regno Unito 9 febbraio 2019 cemento (indoor) | Università di Bath, Bath, Regno Unito 9 febbraio 2019 cemento (indoor) | Turchia 2 |     |     |        |
| \| \| \| \| 1 \| 2 \| 3 \| \| \| - \| \| ------------------------------------------------------------ \| --- \| --- \| --- \| ------ \| \| 1 \| \| Despina Papamichail İpek Soylu \| 3 6 \| 6 2 \| 6 2 \| \| \| 2 \| \| Valentini Grammatikopoulou Berfu Cengiz \| 3 5 \| \| \| ritiro \| \| 3 \| \| Anna Arkadianou / Despina Papamichail Berfu Cengiz / İpek Öz \| 6 7 \| 4 6 \| \| \| |                                                                        |                                                                        |           |     |     |        |
| |                                                                        |                                                                        | 1         | 2   | 3   |        |
| 1 | Grecia (bandiera) · Turchia (bandiera)                                 | Despina Papamichail İpek Soylu                                         | 3 6       | 6 2 | 6 2 |        |
| 2 | Grecia (bandiera) · Turchia (bandiera)                                 | Valentini Grammatikopoulou Berfu Cengiz                                | 3 5       |     |     | ritiro |
| 3 | Grecia (bandiera) · Turchia (bandiera)                                 | Anna Arkadianou / Despina Papamichail Berfu Cengiz / İpek Öz           | 6 7       | 4 6 |     |        |

### Spareggi retrocessione
| Danimarca 0 | Hala Widowiskowo-Sportowa, Zielona Góra, Polonia 9 febbraio 2019 cemento (indoor) | Hala Widowiskowo-Sportowa, Zielona Góra, Polonia 9 febbraio 2019 cemento (indoor) | Estonia 2 |     |     |             |
| \| \| \| \| 1 \| 2 \| 3 \| \| \| - \| \| ------------------------------------------------------------- \| --- \| --- \| --- \| ----------- \| \| 1 \| \| Hannah Viller Møller Valeria Gorlats \| 3 6 \| 6 3 \| 0 6 \| \| \| 2 \| \| Karen Barritza Anett Kontaveit \| 1 6 \| 4 6 \| \| \| \| 3 \| \| Karen Barritza / Maria Jespersen Anett Kontaveit / Saara Orav \| \| \| \| non giocato \| |                                                                                   |                                                                                   |           |     |     |             |
| |                                                                                   |                                                                                   | 1         | 2   | 3   |             |
| 1 | Danimarca (bandiera) · Estonia (bandiera)                                         | Hannah Viller Møller Valeria Gorlats                                              | 3 6       | 6 3 | 0 6 |             |
| 2 | Danimarca (bandiera) · Estonia (bandiera)                                         | Karen Barritza Anett Kontaveit                                                    | 1 6       | 4 6 |     |             |
| 3 | Danimarca (bandiera) · Estonia (bandiera)                                         | Karen Barritza / Maria Jespersen Anett Kontaveit / Saara Orav                     |           |     |     | non giocato |

| Slovenia 2 | Università di Bath, Bath, Regno Unito 9 febbraio 2019 cemento (indoor) | Università di Bath, Bath, Regno Unito 9 febbraio 2019 cemento (indoor) | Georgia 0 |     |   |             |
| \| \| \| \| 1 \| 2 \| 3 \| \| \| - \| \| --------------------------------------------------------------------- \| --- \| --- \| - \| ----------- \| \| 1 \| \| Kaja Juvan Mariam Bolkvadze \| 6 1 \| 3 0 \| \| ritiro \| \| 2 \| \| Dalila Jakupović Ekaterine Gorgodze \| 6 4 \| 6 4 \| \| \| \| 3 \| \| Nina Potočnik / Nika Radišič Ekaterine Gorgodze / Oksana Kalashnikova \| \| \| \| non giocato \| |                                                                        |                                                                        |           |     |   |             |
| |                                                                        |                                                                        | 1         | 2   | 3 |             |
| 1 | Slovenia (bandiera) · Georgia (bandiera)                               | Kaja Juvan Mariam Bolkvadze                                            | 6 1       | 3 0 |   | ritiro      |
| 2 | Slovenia (bandiera) · Georgia (bandiera)                               | Dalila Jakupović Ekaterine Gorgodze                                    | 6 4       | 6 4 |   |             |
| 3 | Slovenia (bandiera) · Georgia (bandiera)                               | Nina Potočnik / Nika Radišič Ekaterine Gorgodze / Oksana Kalashnikova  |           |     |   | non giocato |

### Verdetti
- Russia e Regno Unito accedono ai play-off per il Gruppo Mondiale II.
- Danimarca e Georgia retrocedono nel Gruppo II per il 2020.

## Gruppo II
- Sede: Centre National de Tennis, Esch-sur-Alzette, Lussemburgo (Cemento-indoor)
- Data: 6-9 febbraio

Le squadre sono suddivise in due gironi (Pool) da quattro squadre. La prima classificata di ciascuno dei due gironi gioca uno spareggio contro la seconda dell'altro girone per stabilire la due promozioni al Gruppo I. La terza di un girone contro l'ultima dell'altro, disputano uno spareggio per stabilire le retrocessioni.

### Gruppi
|   | Pool A (Dettagli)          | Austria (bandiera) | Tunisia (bandiera) | Bosnia ed Erzegovina (bandiera) |
| 1 | Austria (2–0)              |                    | 2–1                | 3–0                             |
| 2 | Tunisia (1–1)              | 1–2                |                    | 2–1                             |
| 3 | Bosnia ed Erzegovina (0–2) | 0–3                | 1–2                |                                 |

|   | Pool B (Dettagli) | Lussemburgo (bandiera) | Israele (bandiera) | Portogallo (bandiera) | Sudafrica (bandiera) |
| 1 | Lussemburgo (3–0) |                        | 3–0                | 3–0                   | 2–1                  |
| 2 | Israele (2–1)     | 0–3                    |                    | 2–1                   | 2–1                  |
| 3 | Portogallo (1–2)  | 0–3                    | 1–2                |                       | 2–0                  |
| 4 | Sudafrica (0–3)   | 1–2                    | 1–2                | 0–2                   |                      |

### Spareggi promozione
| Austria 2 | Centre National de Tennis, Esch-sur-Alzette, Lussemburgo 9 febbraio 2019 cemento (indoor) | Centre National de Tennis, Esch-sur-Alzette, Lussemburgo 9 febbraio 2019 cemento (indoor) | Israele 0 |      |   |             |
| \| \| \| \| 1 \| 2 \| 3 \| \| \| - \| \| --------------------------------------------------------- \| --- \| ---- \| - \| ----------- \| \| 1 \| \| Melanie Klaffner Lina Glushko \| 6 2 \| 6 1 \| \| \| \| 2 \| \| Barbara Haas Maya Tahan \| 6 0 \| 7 65 \| \| \| \| 3 \| \| Barbara Haas / Melanie Klaffner Lina Glushko / Maya Tahan \| \| \| \| non giocato \| |                                                                                           |                                                                                           |           |      |   |             |
| |                                                                                           |                                                                                           | 1         | 2    | 3 |             |
| 1 | Austria (bandiera) · Israele (bandiera)                                                   | Melanie Klaffner Lina Glushko                                                             | 6 2       | 6 1  |   |             |
| 2 | Austria (bandiera) · Israele (bandiera)                                                   | Barbara Haas Maya Tahan                                                                   | 6 0       | 7 65 |   |             |
| 3 | Austria (bandiera) · Israele (bandiera)                                                   | Barbara Haas / Melanie Klaffner Lina Glushko / Maya Tahan                                 |           |      |   | non giocato |

| Lussemburgo 2 | Centre National de Tennis, Esch-sur-Alzette, Lussemburgo 9 febbraio 2019 cemento (indoor) | Centre National de Tennis, Esch-sur-Alzette, Lussemburgo 9 febbraio 2019 cemento (indoor) | Tunisia 0 |     |   |             |
| \| \| \| \| 1 \| 2 \| 3 \| \| \| - \| \| ------------------------------------------------------------ \| --- \| --- \| - \| ----------- \| \| 1 \| \| Eléonora Molinaro Chiraz Bechri \| 7 5 \| 6 2 \| \| \| \| 2 \| \| Mandy Minella Ons Jabeur \| 7 5 \| 6 1 \| \| \| \| 3 \| \| Mandy Minella / Eléonora Molinaro Chiraz Bechri / Ons Jabeur \| \| \| \| non giocato \| |                                                                                           |                                                                                           |           |     |   |             |
| |                                                                                           |                                                                                           | 1         | 2   | 3 |             |
| 1 | Lussemburgo (bandiera) · Tunisia (bandiera)                                               | Eléonora Molinaro Chiraz Bechri                                                           | 7 5       | 6 2 |   |             |
| 2 | Lussemburgo (bandiera) · Tunisia (bandiera)                                               | Mandy Minella Ons Jabeur                                                                  | 7 5       | 6 1 |   |             |
| 3 | Lussemburgo (bandiera) · Tunisia (bandiera)                                               | Mandy Minella / Eléonora Molinaro Chiraz Bechri / Ons Jabeur                              |           |     |   | non giocato |

### Spareggio retrocessione
| Bosnia ed Erzegovina 1 | Centre National de Tennis, Esch-sur-Alzette, Lussemburgo 9 febbraio 2019 cemento (indoor) | Centre National de Tennis, Esch-sur-Alzette, Lussemburgo 9 febbraio 2019 cemento (indoor) | Portogallo 2 |     |     |  |
| \| \| \| \| 1 \| 2 \| 3 \| \| \| - \| \| -------------------------------------------------------------------- \| --- \| --- \| --- \| \| \| 1 \| \| Nefisa Berberović Ana Filipa Santos \| 6 1 \| 6 1 \| \| \| \| 2 \| \| Anita Husarić Francisca Jorge \| 6 3 \| 4 6 \| 2 6 \| \| \| 3 \| \| Nefisa Berberović / Anita Husarić Maria Inês Fonte / Francisca Jorge \| 6 3 \| 4 6 \| 4 6 \| \| |                                                                                           |                                                                                           |              |     |     |  |
| |                                                                                           |                                                                                           | 1            | 2   | 3   |  |
| 1 | Bosnia ed Erzegovina (bandiera) · Portogallo (bandiera)                                   | Nefisa Berberović Ana Filipa Santos                                                       | 6 1          | 6 1 |     |  |
| 2 | Bosnia ed Erzegovina (bandiera) · Portogallo (bandiera)                                   | Anita Husarić Francisca Jorge                                                             | 6 3          | 4 6 | 2 6 |  |
| 3 | Bosnia ed Erzegovina (bandiera) · Portogallo (bandiera)                                   | Nefisa Berberović / Anita Husarić Maria Inês Fonte / Francisca Jorge                      | 6 3          | 4 6 | 4 6 |  |

### Verdetti
- Austria e Lussemburgo promosse nel Gruppo I.
- Bosnia ed Erzegovina e Sudafrica retrocesse nel Gruppo III.

## Gruppo III
- Sede 1: Tali Tennis Center, Helsinki, Finlandia (Cemento-indoor)
- Sede 2: Ulcinj Bellevue, Dulcigno, Montenegro (Terra rossa-indoor)
- Periodo: 15-20 aprile 2019
- Formula: quattro gironi (Pool) due da 4 squadre e uno da 5 e uno da 3, in cui ogni squadra affronta le altre incluse nel proprio Pool. Successivamente le prime di ciascun Pool disputano gli spareggi per la promozione al Gruppo II.

### Gruppi
|   | Pool A (Helsinki) (Dettagli) | Finlandia (bandiera) | Lituania (bandiera) | Malta (bandiera) | Islanda (bandiera) |
| 1 | Finlandia (3–0)              |                      | 2–1                 | 3–0              | 3–0                |
| 2 | Lituania (2–1)               | 1–2                  |                     | 3–0              | 3–0                |
| 3 | Malta (1–2)                  | 0–3                  | 0–3                 |                  | 2–1                |
| 4 | Islanda (0–3)                | 0–3                  | 0–3                 | 1–2              |                    |

|   | Pool B (Helsinki) (Dettagli) | Cipro (bandiera) | Kosovo (bandiera) | Macedonia del Nord (bandiera) | Algeria (bandiera) | Rep. del Congo (bandiera) |
| 1 | Cipro (4–0)                  |                  | 2–1               | 2–1                           | 3–0                | 3–0                       |
| 2 | Kosovo (3–1)                 | 1–2              |                   | 2–1                           | 2–1                | 2–1                       |
| 3 | Macedonia del Nord (2–2)     | 1–2              | 1–2               |                               | 3–0                | 3–0                       |
| 4 | Algeria (1–3)                | 0–3              | 1–2               | 0–3                           |                    | 3–0                       |
| 5 | Rep. del Congo (0–4)         | 0–3              | 1–2               | 0–3                           | 0–3                |                           |

|   | Pool A (Dulcigno) (Dettagli) | Norvegia (bandiera) | Montenegro (bandiera) | Armenia (bandiera) |
| 1 | Norvegia (2–0)               |                     | 3–0                   | 3–0                |
| 2 | Montenegro (1–1)             | 0–3                 |                       | 3–0                |
| 3 | Armenia (0–2)                | 0–3                 | 0–3                   |                    |

|   | Pool B (Dulcigno) (Dettagli) | Egitto (bandiera) | Irlanda (bandiera) | Marocco (bandiera) | Kenya (bandiera) |
| 1 | Egitto (3–0)                 |                   | 2–1                | 2–1                | 3–0              |
| 2 | Irlanda (2–1)                | 1–2               |                    | 2–1                | 3–0              |
| 3 | Marocco (1–2)                | 1–2               | 1–2                |                    | 3–0              |
| 4 | Kenya (0–3)                  | 0–3               | 0–3                | 0–3                |                  |

### Spareggi promozione
| Finlandia 2 | Tali Tennis Center, Helsinki, Finlandia 20 aprile 2019 Cemento (indoor) | Tali Tennis Center, Helsinki, Finlandia 20 aprile 2019 Cemento (indoor) | Cipro 0 |      |     |             |
| \| \| \| \| 1 \| 2 \| 3 \| \| \| - \| \| --------------------------------------------------------- \| --- \| ---- \| --- \| ----------- \| \| 1 \| \| Mia Eklund Eleni Louka \| 6 1 \| 4 6 \| 6 3 \| \| \| 2 \| \| Anastasia Kulikova Raluca Șerban \| 6 3 \| 64 7 \| 6 3 \| \| \| 3 \| \| Laura Hietaranta / Emma Laine Eleni Louka / Raluca Șerban \| \| \| \| non giocato \| |                                                                         |                                                                         |         |      |     |             |
| |                                                                         |                                                                         | 1       | 2    | 3   |             |
| 1 | Finlandia (bandiera) · Cipro (bandiera)                                 | Mia Eklund Eleni Louka                                                  | 6 1     | 4 6  | 6 3 |             |
| 2 | Finlandia (bandiera) · Cipro (bandiera)                                 | Anastasia Kulikova Raluca Șerban                                        | 6 3     | 64 7 | 6 3 |             |
| 3 | Finlandia (bandiera) · Cipro (bandiera)                                 | Laura Hietaranta / Emma Laine Eleni Louka / Raluca Șerban               |         |      |     | non giocato |

| Norvegia 1 | Ulcinj Bellevue, Dulcigno, Montenegro 20 aprile 2019 Terra rossa | Ulcinj Bellevue, Dulcigno, Montenegro 20 aprile 2019 Terra rossa         | Egitto 2 |     |     |  |
| \| \| \| \| 1 \| 2 \| 3 \| \| \| - \| \| ------------------------------------------------------------------------ \| --- \| --- \| --- \| \| \| 1 \| \| Malene Helgø Mayar Sherif \| 1 6 \| 1 6 \| \| \| \| 2 \| \| Melanie Stokke Sandra Samir \| 6 1 \| 5 7 \| 6 2 \| \| \| 3 \| \| Astrid Wanja Brune Olsen / Malene Helgø Mayar Sherif / Rana Sherif Ahmed \| 5 7 \| 3 6 \| \| \| |                                                                  |                                                                          |          |     |     |  |
| |                                                                  |                                                                          | 1        | 2   | 3   |  |
| 1 | Norvegia (bandiera) · Egitto (bandiera)                          | Malene Helgø Mayar Sherif                                                | 1 6      | 1 6 |     |  |
| 2 | Norvegia (bandiera) · Egitto (bandiera)                          | Melanie Stokke Sandra Samir                                              | 6 1      | 5 7 | 6 2 |  |
| 3 | Norvegia (bandiera) · Egitto (bandiera)                          | Astrid Wanja Brune Olsen / Malene Helgø Mayar Sherif / Rana Sherif Ahmed | 5 7      | 3 6 |     |  |

### Spareggi 3º-4º posto
| Lituania 2 | Tali Tennis Center, Helsinki, Finlandia 20 aprile 2019 Cemento (indoor) | Tali Tennis Center, Helsinki, Finlandia 20 aprile 2019 Cemento (indoor) | Kosovo 0 |     |   |             |
| \| \| \| \| 1 \| 2 \| 3 \| \| \| - \| \| -------------------------------------------------------------------- \| ---- \| --- \| - \| ----------- \| \| 1 \| \| Iveta Daujotaitė Donika Bashota \| 7 64 \| 6 3 \| \| \| \| 2 \| \| Joana Eidukonytė Arlinda Rushiti \| 6 4 \| 6 2 \| \| \| \| 3 \| \| Iveta Daujotaitė / Joana Eidukonytė Donika Bashota / Arlinda Rushiti \| \| \| \| non giocato \| |                                                                         |                                                                         |          |     |   |             |
| |                                                                         |                                                                         | 1        | 2   | 3 |             |
| 1 | Lituania (bandiera) · Kosovo (bandiera)                                 | Iveta Daujotaitė Donika Bashota                                         | 7 64     | 6 3 |   |             |
| 2 | Lituania (bandiera) · Kosovo (bandiera)                                 | Joana Eidukonytė Arlinda Rushiti                                        | 6 4      | 6 2 |   |             |
| 3 | Lituania (bandiera) · Kosovo (bandiera)                                 | Iveta Daujotaitė / Joana Eidukonytė Donika Bashota / Arlinda Rushiti    |          |     |   | non giocato |

| Montenegro 1 | Ulcinj Bellevue, Dulcigno, Montenegro 20 aprile 2019 Terra rossa | Ulcinj Bellevue, Dulcigno, Montenegro 20 aprile 2019 Terra rossa | Irlanda 2 |     |     |  |
| \| \| \| \| 1 \| 2 \| 3 \| \| \| - \| \| ------------------------------------------------------------ \| --- \| --- \| --- \| \| \| 1 \| \| Divna Ratković Sinéad Lohan \| 1 6 \| 1 6 \| \| \| \| 2 \| \| Vladica Babić Juliana Carton \| 6 4 \| 6 0 \| \| \| \| 3 \| \| Vladica Babić / Divna Ratković Rachael Dillon / Sinéad Lohan \| 4 6 \| 6 3 \| 3 6 \| \| |                                                                  |                                                                  |           |     |     |  |
| |                                                                  |                                                                  | 1         | 2   | 3   |  |
| 1 | Montenegro (bandiera) · Irlanda (bandiera)                       | Divna Ratković Sinéad Lohan                                      | 1 6       | 1 6 |     |  |
| 2 | Montenegro (bandiera) · Irlanda (bandiera)                       | Vladica Babić Juliana Carton                                     | 6 4       | 6 0 |     |  |
| 3 | Montenegro (bandiera) · Irlanda (bandiera)                       | Vladica Babić / Divna Ratković Rachael Dillon / Sinéad Lohan     | 4 6       | 6 3 | 3 6 |  |

### Spareggi 5º-6º posto
| Malta 0 | Tali Tennis Center, Helsinki, Finlandia 20 aprile 2019 Cemento (indoor) | Tali Tennis Center, Helsinki, Finlandia 20 aprile 2019 Cemento (indoor)      | Macedonia del Nord 2 |     |   |             |
| \| \| \| \| 1 \| 2 \| 3 \| \| \| - \| \| ---------------------------------------------------------------------------- \| --- \| --- \| - \| ----------- \| \| 1 \| \| Krysta Dimech Aleksandra Simeva \| 0 6 \| 0 6 \| \| \| \| 2 \| \| Maja Glumac Ana Ristevska \| 1 6 \| 0 6 \| \| \| \| 3 \| \| Maria Giorgia Farrugia Sacco / Maja Glumac Ana Ristevska / Aleksandra Simeva \| \| \| \| non giocato \| |                                                                         |                                                                              |                      |     |   |             |
| |                                                                         |                                                                              | 1                    | 2   | 3 |             |
| 1 | Malta (bandiera) · Macedonia del Nord (bandiera)                        | Krysta Dimech Aleksandra Simeva                                              | 0 6                  | 0 6 |   |             |
| 2 | Malta (bandiera) · Macedonia del Nord (bandiera)                        | Maja Glumac Ana Ristevska                                                    | 1 6                  | 0 6 |   |             |
| 3 | Malta (bandiera) · Macedonia del Nord (bandiera)                        | Maria Giorgia Farrugia Sacco / Maja Glumac Ana Ristevska / Aleksandra Simeva |                      |     |   | non giocato |

| Armenia 0 | Ulcinj Bellevue, Dulcigno, Montenegro 20 aprile 2019 Terra rossa | Ulcinj Bellevue, Dulcigno, Montenegro 20 aprile 2019 Terra rossa | Marocco 3 |     |   |  |
| \| \| \| \| 1 \| 2 \| 3 \| \| \| - \| \| ------------------------------------------------------------- \| --- \| --- \| - \| \| \| 1 \| \| Irena Muradyan Hind Semlali \| 4 6 \| 2 6 \| \| \| \| 2 \| \| Gabriella Akopyan Lina Qostal \| 5 7 \| 2 6 \| \| \| \| 3 \| \| Gabriella Akopyan / Irena Muradyan Lina Qostal / Hind Semlali \| 3 6 \| 2 6 \| \| \| |                                                                  |                                                                  |           |     |   |  |
| |                                                                  |                                                                  | 1         | 2   | 3 |  |
| 1 | Armenia (bandiera) · Marocco (bandiera)                          | Irena Muradyan Hind Semlali                                      | 4 6       | 2 6 |   |  |
| 2 | Armenia (bandiera) · Marocco (bandiera)                          | Gabriella Akopyan Lina Qostal                                    | 5 7       | 2 6 |   |  |
| 3 | Armenia (bandiera) · Marocco (bandiera)                          | Gabriella Akopyan / Irena Muradyan Lina Qostal / Hind Semlali    | 3 6       | 2 6 |   |  |

### Spareggi 7º-8º posto
| Islanda 0 | Tali Tennis Center, Helsinki, Finlandia 20 aprile 2019 Cemento (indoor) | Tali Tennis Center, Helsinki, Finlandia 20 aprile 2019 Cemento (indoor)       | Algeria 2 |     |   |             |
| \| \| \| \| 1 \| 2 \| 3 \| \| \| - \| \| ----------------------------------------------------------------------------- \| ---- \| --- \| - \| ----------- \| \| 1 \| \| Anna Soffía Grönholm Inès Bekrar \| 60 7 \| 3 6 \| \| \| \| 2 \| \| Iris Staub Yassamine Boudjadi \| 0 6 \| 1 6 \| \| \| \| 3 \| \| Ingibjörg Hjartardóttir / Selma Óskarsdóttir Inès Bekrar / Yassamine Boudjadi \| \| \| \| non giocato \| |                                                                         |                                                                               |           |     |   |             |
| |                                                                         |                                                                               | 1         | 2   | 3 |             |
| 1 | Islanda (bandiera) · Algeria (bandiera)                                 | Anna Soffía Grönholm Inès Bekrar                                              | 60 7      | 3 6 |   |             |
| 2 | Islanda (bandiera) · Algeria (bandiera)                                 | Iris Staub Yassamine Boudjadi                                                 | 0 6       | 1 6 |   |             |
| 3 | Islanda (bandiera) · Algeria (bandiera)                                 | Ingibjörg Hjartardóttir / Selma Óskarsdóttir Inès Bekrar / Yassamine Boudjadi |           |     |   | non giocato |

### Verdetti
- * Finlandia e Egitto al Gruppo II.